# Алан Чумак
Алан Владимирович Чумак (рус. Алла́н Влади́мирович Чума́к; Москва, 26. мај 1935 — Москва, 9. октобар 2017) био је руски самозвани исцелитељ, телевизијски презентер и аутор неколико књига о алтернативној медицини. Био је председник регионалног јавног Фонда за промоцију истраживања социјалних и аномалних појава.

## Биографија
Завршио је журналистику на Московском државном универзитету. Од 1965. радио је на телевизији, у почетку као спортски коментатор. Радио је као уредник у главној редакцији Новинске агенције Новости (АПН).
Крајем седамдесетих, током припреме чланака у којим би раскринкао групу биоенергетичара, Чумак је осетио да он поседује неку моћ, односно засићеност енергијом. Од 1983. радио је у Научно-истраживачком институту опште и педагошке психологије Академије педагошких наука СССР.
Крајем осамдесетих и почетком деведесетих година, почео је да у Русији одржава телевизијске сеансе. Током тих сеанси, гледаоци би држали поред екрана тегле са водом, помаде, пасте за зубе и друге предмете на које би се пренела његова исцелитељска енергија.
Након што је руско Министарство здравља забранило алтернативну медицину, Чумаков рад је забрањен. Кандидовао се на изборима за руску Думу 2000. године у Самари и освојио нешто више од 3% гласова.
Умро је у Москви 9. октобра 2017. Сахрањен је на Донском гробљу у Москви.

## У Србији
У Србији се Чумак први пут јавља у једном јануарском броју листа Радио ТВ ревија из 1990. године. Због великог интересовања читалаца, гостовао је на Јутарњем програму ТВ Београд код Банета Вукашиновића са Бранком Петковићем, новинаром Радио ТВ ревије.
Од октобра 1990. Радио ТВ ревија је у наредних 12 бројева штампала по једну слику Алана Чумака, чије би дејство било исто као код његових телевизијских сеанси, али са роком од тридесетак дана. Ове слике су често биле у облику џепних календара.